# Gilberte Géniat
Gilberte Géniat (de son vrai nom Gilberte Martel de La Chesnaye), née le 17 février 1916 dans le 8e arrondissement de Paris et morte le 28 juin 1986 dans le 15e arrondissement de Paris, est une actrice française, fille de la comédienne Marcelle Géniat (1881-1959) et de Paul Martel de La Chesnaye.

## Biographie
Après une solide formation chez Charles Dullin et de Louis Jouvet, elle participe à l'aventure du TNP avec Jean Vilar et Gérard Philipe.
Elle joue également sur les planches des pièces de boulevard, par exemple Un homme comme les autres d'Armand Salacrou, Le complexe de Philémon de Jean Bernard-Luc avec Suzanne Flon en 1950.
Elle fait ses débuts au cinéma dans les années 1930, dans des rôles de second plan, avec une mention pour ses prestations dans Le Journal d'une femme de chambre de Luis Buñuel et Une belle fille comme moi de François Truffaut. Elle tourne dans une quarantaine de films.
Elle fait également des apparitions à la télévision, par exemple dans la série Les Cinq Dernières Minutes (Le dessus des cartes en 1960, en 1962, Un mort à la une, et en 1964 45 tours... et puis s'en vont), ou dans L'ami Maupassant de Claude Santelli en 1986, sa dernière apparition sur le petit écran.
Elle meurt d'un cancer à l'Hôpital Cognacq-Jay de Paris.

## Filmographie
- 1936
  - Hélène, de Jean Benoît-Lévy et Marie Epstein, avec Madeleine Renaud.
- 1937
  - L'Affaire du courrier de Lyon, de Maurice Lehmann et Claude Autant-Lara, avec Pierre Blanchar. - (La fille Sauton / La servante de l'hôtel)
  - La Citadelle du silence, de Marcel L'Herbier, avec Pierre Renoir. - (Catherine)
  - Mademoiselle ma mère, d'Henri Decoin, avec Danielle Darrieux. - (Louise, la bonne)
- 1941
  - Le Briseur de chaînes, de Jacques Daniel-Norman, avec Pierre Fresnay. - (Estelle)
  - Ce n'est pas moi, de Jacques de Baroncelli, avec Jean Tissier. - (Geneviève)
- 1947
  - Quai des Orfèvres, d'Henri-Georges Clouzot, avec Louis Jouvet. - (Mme Beauvoir, la concierge)
- 1948
  - Scandale, de René Le Hénaff, avec Paul Meurisse.
  - Ainsi finit la nuit, d'Emile-Edwin Reinert, avec Claude Dauphin. - (Jeannette)
- 1949
  - On ne triche pas avec la vie, de René Delacroix et Paul Vandenberghe, avec Madeleine Robinson.
  - La Belle que voilà, de Jean-Paul Le Chanois, avec Henri Vidal. - (La femme de chambre)
- 1950
  - La Passante, d'Henri Calef, avec Henri Vidal.
  - Quai de Grenelle, d'Emile-Edwin Reinert, avec Henri Vidal. - (La caissière)
  - La Belle Image, de Claude Heymann, avec Franck Villard. - (Annette, la bonne)
  - Sans laisser d'adresse, de Jean-Paul Le Chanois, avec Bernard Blier. - (La cliente de la voyante)
  - Souvenirs perdus, sketch "Un violon", de Christian-Jaque, avec Bernard Blier.
- 1951 - (Solange, l'épicière veuve)
  - Agence matrimoniale, de Jean-Paul Le Chanois, avec Bernard Blier.
- 1953
- 1953. Le comte de Monte-Cristo de Robert Vernay Mme Caderousse aubergiste
  - Un acte d'amour, d'Anatol Litvak, avec Dany Robin. - (Ethel Henderson)
  - Zoé, de Charles Brabant, avec Barbara Laage.
- 1955
  - Marie-Antoinette, reine de France, de Jean Delannoy, avec Michèle Morgan. - (Une émeutière)
- 1960
  - Les Cinq Dernières Minutes, épisode Le Dessus des cartes de Claude Loursais
- 1961
  - La Belle Américaine, de et avec Robert Dhéry. - (Mme Zoutin)
  - Les Livreurs, de Jean Girault, avec Darry Cowl. - (Germaine)
- 1962
  - Les Cinq Dernières Minutes de Pierre Nivollet, épisode : Un mort à la une (série télévisée) (série télévisée)
  - L'Empire de la nuit, de Pierre Grimblat, avec Eddie Constantine.
- 1963
  - Le Glaive et la Balance, d'André Cayatte, avec Anthony Perkins. - (Une dame du jury)
  - Carambolages, de Marcel Bluwal, avec Jean-Claude Brialy. - (Mme Brossard)
- 1964
  - Le Journal d'une femme de chambre, de Luis Buñuel - (Rose)
  - Les Cinq Dernières Minutes : 45 tours... et puis s'en vont de Bernard Hecht
- 1965
  - Les Jeunes Années (TV), épisodes 12, 14, 16 de Joseph Drimal - (La réceptionniste du Miramax)
- 1966
  - L'Âge heureux, de Philippe Agostini (l'épicière)
- 1967 : Les Risques du métier, d'André Cayatte, avec Jacques Brel. - (Mme Monnier)
  - La Prisonnière, d'Henri-Georges Clouzot, avec Laurent Terzieff. - (La patronne de l'auberge)
- 1969
  - La Fiancée du pirate, de Nelly Kaplan, avec Bernadette Lafont. - (Rose)
  - Les chemins de Katmandou, d'André Cayatte, avec Serge Gainsbourg. - (La bouchère)
  - La Dame dans l'auto avec des lunettes et un fusil, d'Anatol Litvak, avec Samantha Eggar.
- 1970
  - Le Distrait, de et avec Pierre Richard. - (La speakrine)
- 1971
  - Le drapeau noir flotte sur la marmite, de Michel Audiard, avec Jean Gabin. - (Mme Volabruque)
- 1972
  - Une belle fille comme moi, de François Truffaut, avec Bernadette Lafont. - (Isobel Bliss)
- 1973
  - Défense de savoir, de Nadine Trintignant, avec Charles Denner.
  - Chacal, de Fred Zinnemann, avec Edward Fox.
- 1974
  - Peur sur la ville, d'Henri Verneuil, avec Jean-Paul Belmondo.
- 1975
  - Les Ambassadeurs de Naceur Ktari, avec Jacques Rispal. - (La boulangère)
- 1976
  - Dégustation maison, court métrage de Sophie Tatischeff.
  - Dernière sortie avant Roissy, de Bernard Paul, avec Pierre Mondy.
  - La Dentellière, de Claude Goretta, avec Isabelle Huppert.
- 1977
  - Préparez vos mouchoirs, de Bertrand Blier, avec Gérard Depardieu. - (L'ouvreuse du théâtre)
- 1979
  - À nous deux, de Claude Lelouch, avec Jacques Dutronc. - (Zézette)
- 1982
  - La Femme ivoire, de Dominique Cheminal, avec Dora Doll.
- 1984
  - La Smala, de Jean-Loup Hubert, avec Victor Lanoux. - (La concierge)
  - Marche à l'ombre, de et avec Michel Blanc. - (La retraitée)
  - Une Américaine à Paris, de Rick Rosenthal, avec JoBeth Williams. - (Une invitée à l'ambassade)
- 1986
  - L'Affaire Marie Besnard TV d'Yves-André Hubert TV
  - L'Ami Maupassant, épisode Hautot père et fils de Jacques Tréfouël TV
- 1987
  - Hôtel du Paradis de Jana Boková

## Théâtre
- 1935 : La guerre de Troie n'aura pas lieu de Jean Giraudoux, mise en scène Louis Jouvet, théâtre de l'Athénée
- 1936 : Un homme comme les autres d'Armand Salacrou, mise en scène Paulette Pax, théâtre de l'Œuvre
- 1937 : L'Écurie Watson de Terence Rattigan, adaptation Pierre Fresnay et Maurice Sachs, théâtre Saint-Georges
- 1940 : Le Loup-Garou de Roger Vitrac, mise en scène Raymond Rouleau, théâtre des Noctambules
- 1941 : Une femme qu'a le cœur trop petit de et mise en scène Fernand Crommelynck, théâtre de l'Œuvre
- 1944 : Un homme comme les autres d'Armand Salacrou, mise en scène Jean Wall, théâtre Saint-Georges
- 1950 : Le Complexe de Philémon de Jean Bernard-Luc, mise en scène Christian-Gérard, théâtre Montparnasse
- 1954 : Les Quatre Vérités de Marcel Aymé, mise en scène André Barsacq, théâtre de l'Atelier, théâtre des Célestins
- 1955 : Ornifle ou le Courant d'air de Jean Anouilh, mise en scène Jean Anouilh et Roland Piétri, Comédie des Champs-Élysées
- 1957 : Le Journal d'Anne Frank de Frances Goodrich et Albert Hackett, mise en scène Marguerite Jamois, théâtre Montparnasse
- 1959 : La Petite Molière de Jean Anouilh, mise en scène Jean-Louis Barrault, Grand théâtre de Bordeaux, Odéon-Théâtre de France
- 1960 : Le Journal d'Anne Frank de Frances Goodrich et Albert Hackett, mise en scène Marguerite Jamois, théâtre des Célestins
- 1963 : Thomas More ou l'homme seul de Robert Bolt, mise en scène Jean Vilar, Festival d'Avignon, TNP théâtre de Chaillot
- 1965 : Les Zykov de Maxime Gorki, mise en scène Jean Leuvrais, théâtre Récamier
- 1970 : Les Poissons rouges de Jean Anouilh, mise en scène Jean Anouilh & Roland Piétri, théâtre de l'Œuvre
- 1972 : Le Directeur de l'Opéra de Jean Anouilh, mise en scène de l'auteur et Roland Piétri, Comédie des Champs-Élysées
- 1973 : Liola de Luigi Pirandello, mise en scène Henri Delmas et Gabriel Garran, théâtre de la Commune Aubervilliers
- 1973 :  La  Valse des Toréadors  de Jean Anouilh, mise en scène de Jean Anouilh et Roland Piétri, Comédie des Champs-Élysées
- 1975 : Antigone de Jean Anouilh, mise en scène Nicole Anouilh, théâtre des Mathurins
- 1976 : Chers Zoiseaux de Jean Anouilh, mise en scène Jean Anouilh et Roland Piétri, Comédie des Champs-Élysées
- 1977 : Vive Henri IV ! ou la Galigaï de Jean Anouilh, mise en scène Nicole Anouilh, théâtre de Paris
- 1978 : La Culotte de Jean Anouilh, mise en scène Jean Anouilh & Roland Piétri, théâtre de l'Atelier
- 1984 : Attention à la petite marche de Christiane Lasquin, mise en scène Daniel Ivernel, théâtre des Mathurins
- 1985 : Les Nuits et les jours de Pierre Laville, mise en scène Catherine Dasté et Daniel Berlioux, théâtre 14 Jean-Marie Serreau